# 蘇格蘭 (阿肯色州)
蘇格蘭（英語：Scotland）是位於美國阿肯色州范布倫縣的一個非建制地區。該地的面積和人口皆未知。

## 地理
蘇格蘭的座標為35°31′39″N 92°36′43″W / 35.52750°N 92.61194°W，而該地的平均海拔高度為201米（即659英尺）。